# Сан Данијеле По
Сан Данијеле По (итал. San Daniele Po) је насеље у Италији у округу Кремона, региону Ломбардија.
Према процени из 2011. у насељу је живело 1141 становника. Насеље се налази на надморској висини од 32 м.

## Становништво
Према резултатима пописа становништва 2011. у општини је живело 1.419 становника.
| 1931. | 1936. | 1951. | 1961. | 1971. | 1981. | 1991. | 2001. | 2011. |
| ----- | ----- | ----- | ----- | ----- | ----- | ----- | ----- | ----- |
| 2.548 | 2.612 | 2.488 | 2.187 | 1.845 | 1.660 | 1.584 | 1.479 | 1.419 |